# Andy Griffiths
Andrew Noel Griffiths (* 3. září 1961) je australský spisovatel dětských knih a komediální spisovatel. Nejpozoruhodnější je jeho seriál Just!, který byl adaptován do animovaného televizního seriálu s názvem Co je Andy?, jeho román The Day My Bum Went Psycho, který byl také adaptován do televizního seriálu, a Ztřeštěný dům na stromě, který byl adaptován do několika divadelních her. Dříve byl zpěvákem alternativních rockových skupin Gothic Farmyard a Ivory Coast, v roce 1992 se začal věnovat psaní. Je známý spoluprací s Terrym Dentonem. Griffiths je znám jako stoupenec dětí proti tomu, co považuje za dětství z „bavlněné vlny“, a spolu s Dentonem byl známým stoupencem klimatických stávek v září 2019.